# 氯乙烯
氯乙烯（亦可称作乙烯基氯，VCM）是一种简单的卤代烯烃，结构简式为H2C=CHCl，在工业上主要作为生产聚氯乙烯（PVC）的单体所使用。氯乙烯室温下为无色有毒的可燃气体，微溶于水，有醚样的、刺激性的甜气味。
氯乙烯是世界上生产量排名前20的石油化工产品之一，美国是世界上最大的氯乙烯生产国，中国也是氯乙烯的主要生产国之一，并且是最大的氯乙烯消费国。氯乙烯是致癌物，工业排放的氯乙烯或其他含氯有机物分解所产生的氯乙烯可能会进入并污染空气和饮用水，氯乙烯是垃圾填埋场附近的常见污染物。曾经，氯乙烯被用作制冷剂 。

## 历史
氯乙烯最早在1835年由李比希和他的学生勒尼奥发现，他们利用氢氧化钾的乙醇溶液处理1,2-二氯乙烷得到了氯乙烯。1912年，德国Griesheim-Elektron公司的Fritz Klatte获得了一项以氯化汞为催化剂、乙炔和氯化氢为原料生产氯乙烯的专利。这一方法在20世纪30至40年代的西方被广泛采用，随后才被以乙烯为原料的、更经济的工艺所取代。中国的氯乙烯与聚氯乙烯生产主要是基于含剧毒汞化合物触媒的电石法，在关于汞的水俣公约生效后，相关低汞或非汞研究因效益提升而逐渐被采用。

## 结构

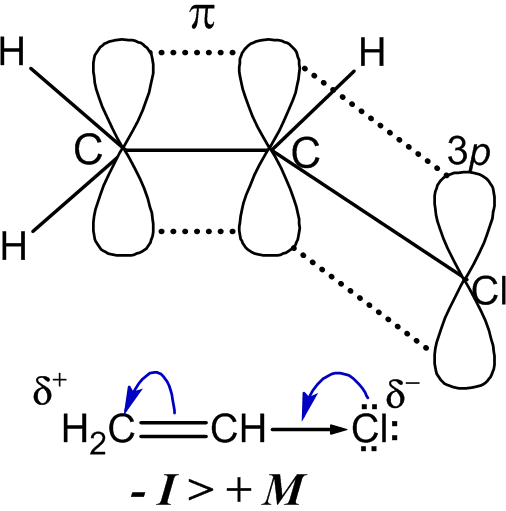
氯乙烯的分子结构

与氯乙烷相比，氯乙烯分子中的C-Cl键更短、极性更强，分子轨道理论中以氯孤电子对和双键的p-π共轭来解释这一现象。
由于共轭效应（+M），氯原子上的电子密度被分散到双键上，同时氯原子的强电负性的诱导效应（-I）使电子云偏向氯一侧，普遍情况下诱导效应更强（-I > +M），因此氯原子上带部分负电荷。

## 制备
氯乙烯可通过以下方法制取：
- 乙烯氧氯化法：

1. 乙烯与氯气在三氯化铁催化下加成生成1,2-二氯乙烷：[11]
CH2=CH2 + Cl2 → ClCH2CH2Cl
2. 精制后的1,2-二氯乙烷发生裂解，生成氯乙烯和氯化氢：
ClCH2CH2Cl → CH2=CHCl + HCl
3. 以载于氧化铝上的氯化铜作催化剂，副产物乙烯、空气及氯化氢反应生成1,2-二氯乙烷和水：
CH2=CH2 + 2 HCl + ½ O2 → ClCH2CH2Cl + H2O
4. 精制后的二氯乙烷于管式炉中裂解为氯乙烯和氯化氢，副产物氯化氢继续成为第三步中的反应物。
5. 另一个副产物氯乙烷从蒸馏中回收，用作麻醉剂。

- 乙炔与氯化氢在氯化汞存在下于180 °C发生加成反应，得到氯乙烯。
 乙炔法的产量和纯度较高，并一度是主要的氯乙烯生产工艺[3][2]。
 C2H2 + HCl → CH2=CHCl

## 用途
氯乙烯由于其毒性，工业上专门用作生产PVC的前体。聚氯乙烯的性质较为稳定，也可储存，无毒性。氯乙烯可以通过根岸偶联反应，在钯催化剂催化下偶联芳基或烷基。